# Ahaetuliinae
Ahaetuliinae – podrodzina węży z rodziny połozowatych (Colubridae).

## Zasięg występowania
Podrodzina obejmuje gatunki występujące w Azji i Australazji.

## Podział systematyczny
Do podrodziny zaliczane są 83 gatunki zgrupowane w 5 rodzajach:
- Ahaetulla Link, 1807
- Chrysopelea Boie, 1826
- Dendrelaphis Boulenger, 1890
- Dryophiops Boulenger, 1896
- Proahaetulla Mallik, Achyuthan, Ganesh, Pal, Vijayakumar & Shanker, 2019 – jedynym przedstawicielem jest Proahaetulla antiqua Mallik, Achyuthan, Ganesh, Pal, Vijayakumar & Shanker, 2019